# 204710 Gaoxing
204710 Gaoxing este un asteroid din centura principală de asteroizi.

## Descriere
204710 Gaoxing este un asteroid din centura principală de asteroizi. A fost descoperit pe 1 aprilie 2006 la Observatorul Lulin de Hong Qin Lin și Ye Quan-Zhi. Asteroidul prezintă o orbită caracterizată de o semiaxă mare de 2,24 ua, o excentricitate de 0,11 și o înclinație de 2,6° în raport cu ecliptica.